# Ihddaden
Ihddaden è una città del Marocco, nella provincia di Nador, nella Regione Orientale.
La città è anche conosciuta come Ih̨dādan, Ihaddadene e Theddadene. Il nome riproduce la parola berbera iḥddaden (o iḥeddaden) che significa "i fabbri" (la parola è diffusa anche come nome di famiglia).